# .dz
Pour les articles homonymes, voir DZ.
.dz est le domaine de premier niveau national (country code top level domain : ccTLD) destiné à l’Algérie.
DZ fait référence à la prononciation du mot Algérie en arabe algérien et langues berbères, qui se dit : DZayer, DjaZayer.

## Description
Le domaine .dz est administré par le CERIST, qui propose également les domaines de second niveau suivants :
- .gov.dz : gouvernements, ministères
- .com.dz : entreprises

Le 18 août 2008, le Network Internet Center (NIC), annonce 10 000 noms de domaines enregistrés en .dz.